# The B-52’s (album)
The B-52’s – pierwszy album studyjny amerykańskiej grupy The B-52’s, wydany 6 lipca 1979 r.
W 2003 album został sklasyfikowany na 152. miejscu listy 500 albumów wszech czasów magazynu Rolling Stone.

## Lista utworów
| 1. | „Planet Claire” (Fred Schneider, Keith Strickland)                                                   | 4:35  |
|    | |       |
| 2. | „52 Girls” (Joe Ayers, Ricky Wilson)                                                                 | 3:34  |
|    | |       |
| 3. | „Dance This Mess Around” (Kate Pierson, Schneider, Strickland, Cindy Wilson, R. Wilson)              | 4:36  |
|    | |       |
| 4. | „Rock Lobster” (Schneider, R. Wilson)                                                                | 6:49  |
|    | |       |
| 5. | „Lava” (Schneider, Pierson, Strickland, C. Wilson, R. Wilson)                                        | 4:54  |
|    | |       |
| 6. | „There's a Moon in the Sky (Called the Moon)” (Schneider, Pierson, Strickland, C. Wilson, R. Wilson) | 4:54  |
|    | |       |
| 7. | „Hero Worship” (Robert Waldrop, R. Wilson)                                                           | 4:07  |
|    | |       |
| 8. | „6060-842” (Pierson, Schneider, Strickland, R. Wilson)                                               | 2:48  |
|    | |       |
| 9. | „Downtown” (Tony Hatch)                                                                              | 2:57  |
|    | |       |
|    | | 39:14 |
|    | |       |

## Twórcy
- Kate Pierson – Gitara basowa, organy, śpiew
- Fred Schneider – keyboard, śpiew
- Keith Strickland – perkusja
- Cindy Wilson – bongosy, śpiew
- Ricky Wilson – gitara